# Dirk Nijs
Dirk Nijs (* 28. Oktober 1905 in Rotterdam; † 11. April 1988 ebenda) war ein niederländischer Fußballschiedsrichter.

## Sportlicher Werdegang
Nijs leitete mindestens in den 1940er Jahren höherklassige Spiele im niederländischen Fußball. Im während des Zweiten Weltkriegs nach kriegsbedingter Pause wieder aufgenommenen nationalen Pokalwettbewerb kam er in der Austragung 1943/44 als Finalschiedsrichter zum Einsatz und pfiff das mit einem 9:2-Sieg von Willem II Tilburg endende Duell gegen den RKSV Groene Ster – der bis dato höchste Endspielsieg der KNVB-Pokal-Geschichte. Nachdem der Pokal in der Folge erneut pausierte, kam er bei der Wiederaufnahme im Wettbewerb um den KNVB-Pokal 1947/48 erneut zu Finalehren, dieses Mal setzte sich im Olympiastadion Amsterdam WVV Wageningen beim zweiten Triumph der Vereinsgeschichte mit einem 2:1-Erfolg im Elfmeterschießen gegen DWV Amsterdam durch.
Nijs kam auch zu einem Einsatz auf internationalem Parkett, als er am 6. Juni 1948 das Länderspiel zwischen Belgien und Frankreich leitete. Dies blieb sein einziger Einsatz als Hauptschiedsrichter bei einem Länderspiel.